# Expedição Ártica Canadense

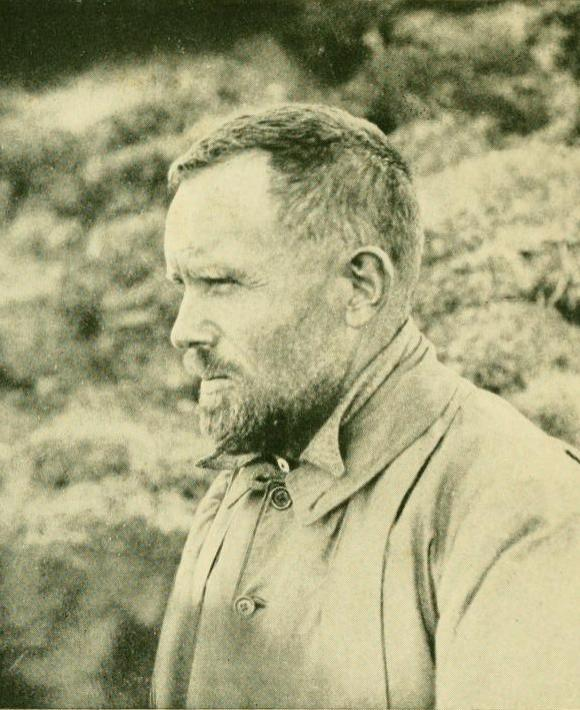
Dr. Rudolph Martin Anderson

A Expedição Ártica Canadense 1913-1916 foi uma expedição científica no Círculo Polar Ártico organizada e liderada por Vilhjalmur Stefansson. A expedição foi originalmente patrocinada pela National Geographic Society (EUA) e pelo Museu Americano de História Natural. O Canadá assumiu o patrocínio por causa do potencial de descoberta de novas terras e Stefansson, que embora nascido no Canadá agora era um americano, restabeleceu sua cidadania canadense. A expedição foi dividida em um grupo do norte (Partido do Norte) liderado por Stefansson, e um grupo do sul (Partido do Sul) liderado por R M. Anderson.

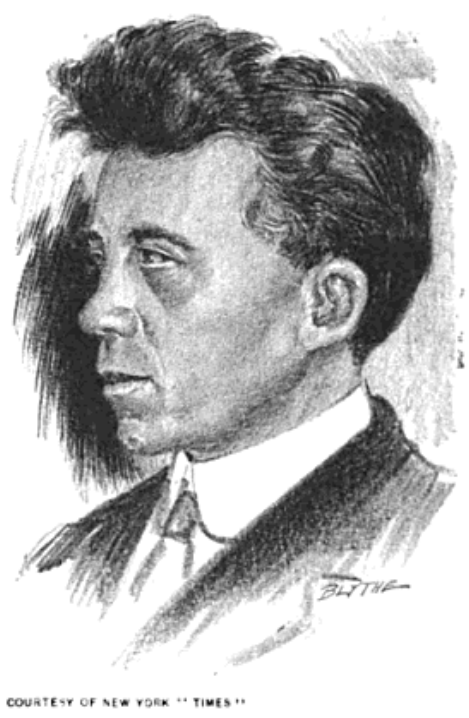
Vilhjalmur Stefansson 1915

## Grupo do Norte
O objetivo era explorar novas terras ao norte e oeste das terras conhecidas do Ártico canadense. Nessa época, a possível existência de grandes massas de terra desconhecidas, comparáveis às ilhas canadenses do Ártico ou mesmo a um pequeno continente, era cientificamente plausível. Além de simplesmente sair e procurar terra, foi um programa de sondagens através da profundidade do gelo para mapear a borda da plataforma continental. Investigações meteorológicas, magnéticas e biológicas marinhas também foram planejadas.

## Grupo do Sul
O objetivo era a documentação científica da geografia, geologia, recursos, vida selvagem e pessoas do delta do rio Mackenzie e regiões adjacentes do Canadá entre o Cabo Parry e a Península de Kent, por cerca de 100 milhas (160 km) para o interior, e sul e leste da Ilha Victoria. As jazidas de cobre e as rotas comerciais eram de particular interesse.

## Resultados
1913 foi um ano particularmente ruim para a navegação no Ártico. Todos os navios da expedição foram congelados antes que pudessem chegar ao seu destino inicial da Ilha Herschel. O principal navio da expedição, o Karluk, foi levado e acabou esmagado pelo gelo, levando à perda de onze vidas antes de um famoso resgate. A maior parte da equipe Sul tinha viajado em outros navios da expedição, e Stefansson deixou o Karluk com um grupo de cinco antes que o navio fosse levado. Stefansson prontamente comprou uma pequena escuna, a North Star, reconstituiu o Partido do Norte com contratações locais e retomou a exploração. Apenas um dos quatorze sobreviventes de Karluk voltou à expedição. A expedição comprou outro navio, o Polar Bear, em 1915. O Partido do Sul permaneceu no Norte até o verão de 1916, explorando e mapeando até o leste até a Enseada de Bathurst. Alguns membros do Partido do Norte continuaram explorando até 1918. A expedição descobriu terras até então desconhecidas até mesmo para os Inuit (incluindo as ilhas Brock, Mackenzie King, Borden, Meighen, Lougheed e Stefansson), produziu dados valiosos e lançou as carreiras de vários exploradores e cientistas. As controvérsias que gerou persistiram por décadas.